# Алтынджи-Меркит
Алтынджи́-Мерки́т (укр. Алтинджи-Меркіт, крымскотат. Altıncı Merkit, Алтынджы Меркит) — исчезнувшее село в Раздольненском районе Республики Крым, располагавшееся в центре района, в степной части Крыма; в настоящее время — это, примерно, западная окраина современного села Каштановка.

### Динамика численности населения
| - 1806 год — 98 чел. - 1864 год — 10 чел. - 1889 год — 7 чел. - 1892 год — 3 чел. | - 1900 год — 16 чел. - 1915 год — 90 чел. - 1926 год — 187 чел. - 1939 год — 107 чел. |

## История
Первое документальное упоминание села встречается в Камеральном Описании Крыма… 1784 года, судя по которому, в последний период Крымского ханства Геченитжи входил в Мангытский кадылык Козловскаго каймаканства. После присоединения Крыма к России (8) 19 апреля 1783 года, (8) 19 февраля 1784 года, именным указом Екатерины II сенату, на территории бывшего Крымского ханства была образована Таврическая область и деревня была приписана к Евпаторийскому уезду. После павловских реформ, с 1796 по 1802 год входила в Акмечетский уезд Новороссийской губернии. По новому административному делению, после создания 8 (20) октября 1802 года Таврической губернии, Алтынджи-Меркит был включён в состав Хоротокиятской волости Евпаторийского уезда.
По Ведомости о волостях и селениях, в Евпаторийском уезде с показанием числа дворов и душ… от 19 апреля 1806 года в деревне Алтынджи-Меркит числилось 13 дворов и 98 жителей, все — крымские татары. На военно-топографической карте генерал-майора Мухина 1817 года деревня Алтынджа обозначена с 15 дворами. Время переименования волости в Сакльскую пока не установлено — название фигурирует уже в материалах реформы волостного деления 1829 года, после которой Алтынджи, согласно «Ведомости о казённых волостях Таврической губернии 1829 года», передали в состав Аксакал-Меркитской волости. На карте 1836 года в деревне 15 дворов. Затем, видимо, в результате эмиграции крымских татар, деревня заметно опустела и на карте 1842 года Алтынджи-Меркит обозначен условным знаком «малая деревня» (это означает, что в нём насчитывалось менее 5 дворов).
В 1860-х годах, после земской реформы Александра II, деревню приписали к Биюк-Асской волости. Согласно «Памятной книжке Таврической губернии за 1867 год», деревня была покинута жителями — вследствие эмиграции крымских татар, особенно массовой после Крымской войны 1853—1856 годов, в Турцию, а затем вновь заселена татарами. В «Списке населённых мест Таврической губернии по сведениям 1864 года», составленном по результатам VIII ревизии 1864 года, Алтынджи-Меркит — владельческий хутор с 2 дворами и 10 жителями при колодцах. По обследованиям профессора А. Н. Козловского 1867 года, вода в колодцах деревни была пресная, а их глубина достигала 30—40 саженей «и более» (63—85 м). На трёхверстовой карте Шуберта 1865—1876 годов в деревне Алтынджи-Меркит показаны 3 двора). По «Памятной книге Таврической губернии 1889 года», включившей результаты Х ревизии 1887 года, в деревне Алтынджи-Меркит числились 1 двор и 7 жителей. Согласно «…Памятной книжке Таврической губернии на 1892 год», в посёлке Алтынджи-Меркит, входившем в Кадышский участок, было 3 жителя в 1 домохозяйстве.
Земская реформа 1890-х годов в Евпаторийском уезде прошла после 1892 года; в результате Алтунджи-Меркит приписали к Агайской волости. По «…Памятной книжке Таврической губернии на 1900 год» в деревне числилось 16 жителей в 1 дворе. По Статистическому справочнику Таврической губернии. Ч.II-я. Статистический очерк, выпуск пятый Евпаторийский уезд, 1915 год, в деревне Алтунджи-Меркит Агайской волости Евпаторийского уезда числилось 12 дворов с русским населением в количестве 90 человек приписных жителей, из которых 43 мужчины и 47 женщин. Жители владели 340 десятинами удобной земли. В хозяйствах имелось 60 лошадей, 8 волов, 25 коров и 120 голов мелкого скота. Последними помещиками деревни Алтунджи-Меркит были отставной коллежский асессор Дмитрий Лаврентьевич Коцюбинский, бывший судебный следователь Евпаторийского уезда, и его сын Николай.
После установления в Крыму Советской власти, по постановлению Крымревкома от 8 января 1921 года № 206 «Об изменении административных границ» была упразднена волостная система и в составе Евпаторийского уезда был образован Бакальский район, в который включили село, а в 1922 году уезды получили название округов. 11 октября 1923 года, согласно постановлению ВЦИК, в административное деление Крымской АССР были внесены изменения, в результате которых округа были отменены, Бакальский район упразднён и село вошло в состав Евпаторийского района. Согласно Списку населённых пунктов Крымской АССР по Всесоюзной переписи 17 декабря 1926 года, в состав Бий-Орлюкского сельсовета Евпаторийского района входили 2 села: Алтынджи-Меркит II, в котором числилось 14 дворов, все крестьянские, население составляло 80 человек, из них 62 украинца, 13 русских и 5 немцев и Алтынджи-Меркит Верхний — 19 дворов, все крестьянские, население составляло 107 человек, из них 67 украинцев, 39 русских, 1 записан в графе «прочие». Постановлением ВЦИК РСФСР от 30 октября 1930 года был создан Фрайдорфский еврейский национальный район (переименованный указом Президиума Верховного Совета РСФСР № 621/6 от 14 декабря 1944 года в Новосёловский) (по другим данным 15 сентября 1931 года) и село включили в его состав, а после создания в 1935 году Ак-Шеихского района (переименованного в 1944 году в Раздольненский) — в состав нового. По данным Всесоюзной переписи населения 1939 года в селе проживало 107 человек, из них 69 украинцев и 38 русских.
С 25 июня 1946 года Алтынджи-Меркит в составе Крымской области РСФСР. Указом Президиума Верховного Совета РСФСР от 18 мая 1948 года новое название Каштановка получил Кара-Меркит, который на самом деле находился западнее, а на месте современной Каштановки был именно Алтынджи-Меркит — видимо, при переименовании опустевших после войны сёл произошла путаница.